# Світу — мир!
«Світу — мир!» (рос. Миру — мир!) — відоме радянське гасло. У радянській пресі гасло утвердилося з травня 1951 року, а в більш ранній формі: «Мир — світу!» (рос. Мир — миру!) — З травня 1949.

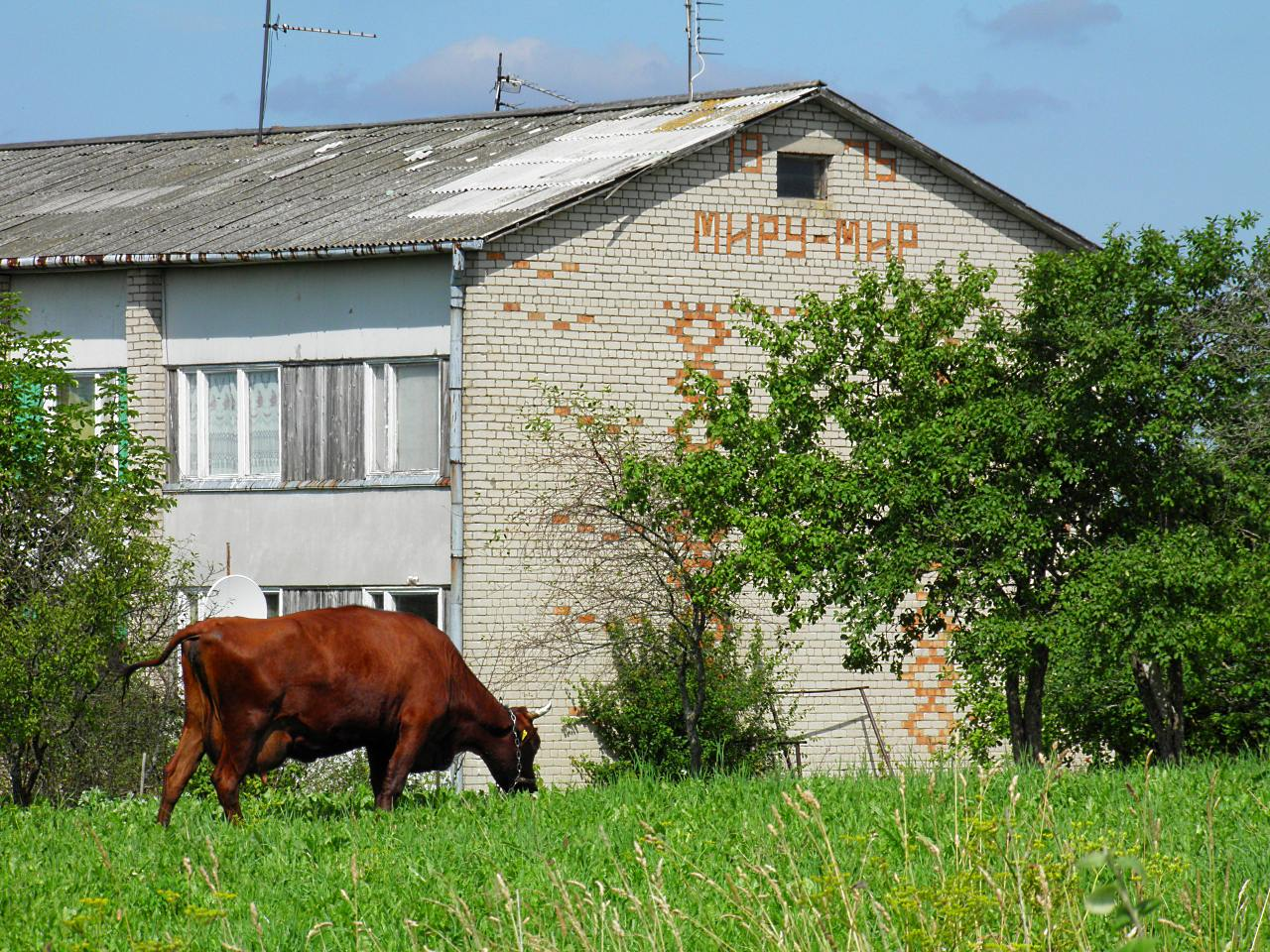
На будівлі 70-х років

## Походження гасла
Джерелом гасла є православна «Велика ектенія» («Мир світові Твоєму даруй»); також у «Просячій єктенії»: «Мир світові у Господа просимо». При цьому в церковнослов'янській та російській дореволюційній орфографії слова мир (миръ) у значенні «спокій» і світ/мир (міръ) у значенні «всесвіт» писалися по-різному.
Згідно з дослідженнями історика Костянтина Душенка, вперше згадується в оді Гаврила Романовича Державіна «Лебідь» 1795 року в рядках: «И, проповідуючи мир світу…», у квітні 1814 року у вигляді гасла розміщується на емблематичному зображенні в Москві з нагоди взяття Парижу.
Гасла «Мир усього світу!», «За мир усього світу!», «Мир усьому світу!» стають звичайними після Лютневої революції. «Кинемося ж уперед, за мир усього світу!» — закликав А. Ф. Керенський в Одесі, 16 травня 1917. Дем'ян Бідний тоді ж писав: «Мир для світу!» Це брехня. / Не змиримося без боя» ("«Мир для мира!» Это враки. / Не помиримся без драки").
1924 року Володимир Маяковський закінчує свій вірш «Пролетарію, у зародку задуши війну! словами: «Світу — мир, війна — війні».
Закликом «Світу мир!» Ілля Еренбург закінчив свій виступ на Всесвітньому конгресі прихильників миру в Парижі 23 квітня 1949. Під цим же гаслом йшов збір підписів під Стокгольмським зверненням 1950 року.
З травня 1951 року гасло утвердилося у радянській пресі у формі «Світу — мир! ».

## Використання у літературі
Подібна фраза використана в перекладі поеми Луїса де Камоенса «Лузіади», виконаному в 1988 О. А. Овчаренко (про португальське завоювання Індії: «І варвар розіб'є свої кумири, / І діти Луза мир подарують світові»). В оригіналі такого нема ( порт. Que cítara jamais cantou vitória, / Que assim mereça eterno nome e glória).